# Gaetano Greco
Gaetano Greco (Nápoles, Reino de Nápoles, ca. 1657 —  ib., 1728) fue un compositor, organista y pedagogo de la actual Italia.

## Vida
Gaetano Greco perteneció a una familia de músicos. Su hermano Rocco Greco, también compositor, fue profesor de violín en el Conservatorio dei Poveri di Gesù Cristo y primer violín en la capilla real de Nápoles. Su padre, Francesco Greco, fue maestro de aerófonos que prestaba servicio al Conservatorio della Pietà dei Turchini y al Conservatorio dei Poveri di Gesù Cristo. 
Gaetano estudió en esta escuela bajo la dirección de Giovanni Salvatore y Gennaro Ursino, y en 1677, con tan sólo 20 años, llegó a ser asistente “mastricello” de enseñanza. En 1699, recibió el puesto de maestro de capilla de la famosa escuela de música, cargo que mantendría hasta el último de sus días. Le sustituiría en este puesto el famoso Francesco Durante. A finales del siglo XVII fue nombrado, a su vez, “Maestro della Fidelissima Città” para sustituir a Francesco Provenzale, cargo que alternaría con Domenico Sarro.
En 1756, retomó la vieja Accademia Cosentina, a la que cambió el nombre por “Academia dei Pescatori Cratilidi”. Pero este intento sólo duró hasta 1794.

## Contribuciones
Greco fue uno de los mayores y más influyentes maestros de la escuela napolitana. En particular, su extensa producción para teclado le sitúa entre los más notables exponentes del periodo anterior a Domenico Scarlatti. Contribuyó profundamente al progreso de la música napolitana, a pesar del determinante papel que jugaba Alessandro Scarlatti en el escenario de la Nápoles a caballo entre los siglos XVI y el XVII. 

### Sus alumnos
Entre sus estudiantes se pueden enumerar grandes nombres de la escuela napolitana:
- Francesco Durante
- San Alfonso de Ligorio
- Giuseppe Porsile
- Nicola Porpora, quien a su vez enseñaría a Farinelli y a Joseph Haydn.
- Domenico Scarlatti
- Leonardo Vinci
- Giovanni Battista Pergolesi, uno de sus últimos alumnos.

## Obra
En lo que se refiere a su actividad compositora, se ocupó principalmente de la música para teclado y los conjuntos sacros vocales. En la primera se distingue por sus melodías y sus vívidos ritmos. Las tablaturas para clavicémbalo son su trabajo más conocido.
Se sabe que escribió 359 piezas para teclado, entre las que destaca principalmente la obra Partite sopra il ballo di Mantova.